# Раковица (Бугарска)
Раковица (буг. Раковица) је село на северозападу Бугарске у општини Макреш у Видинској области. Према подацима пописа из 2021. године село је имало 325 становника (према попису из 2011. било је 508 становника).
Раковица се налази подно Старе планине, односно њених врхова Вршке чуке, Черноглава и Бабиног носа који чине српско−бугарску границу. Смештена је на левој обали реке Витбол која извире на Бабином носу (1.108 m).

## Историја
Према предању, у близини данашњег села налазило се село Будиловец које је 1595. године спалила турска војска, а становништво је стрељано. Раковица се први пут помиње средином друге половине 17. века и оформљено је источно од „Белог камена” (буг. Белият камък), камена који означава локацију некадашњег села Будиловец и који се на том месту налази и дан данас. Према предању, први досељеник у село је био ковач Марко, назван Моравчанин јер је дошао из Поморавља у Србији. Од Марка Моравчанина потиче породица Марковци из села. 

Око 4 километара од Раковице ка селу Кирееву, у подножју врха Черноглав близу границе са Србијом, налази се Раковички манастир (буг. Раковишки манастир). Манастир посвећен Светој Тројици основан је у средњем веку, а једина грађевина из тог периода је црква која датира између 12. и 14. века.

## Демографија
Према попису из 2021. године, село је имало 325 становника, a према попису из 2011. године имало је 508 становника што је за 36,02% мање. Према подацима из 2011. године у селу већину становништва чине Бугари (98,43%).
| Етнички састав према попису из 2011.‍ | Етнички састав према попису из 2011.‍ | Етнички састав према попису из 2011.‍ | Етнички састав према попису из 2011.‍ | Етнички састав према попису из 2011.‍ |
| ------------------------------------ | ------------------------------------ | ------------------------------------ | ------------------------------------ | ------------------------------------ |
|                                      |                                      |                                      |                                      |                                      |
| Бугари                               | Бугари                               |                                      | 500                                  | 98,43%                               |
| Остали                               | Остали                               |                                      | 2                                    | 0,39%                                |
| Нису одговорили                      | Нису одговорили                      |                                      | 6                                    | 1,18%                                |